# 简单匹配系数
简单匹配系数（英語：simple matching coefficient，缩写），又称为兰德相似系数（Rand similarity coefficient），是用于比较样本信合之间相似性与多样性的统计量。
|   |   | A                      |                        |
| 0 | 1 |                        |                        |
| B | 0 | {\displaystyle M_{00}} | {\displaystyle M_{10}} |
| B | 1 | {\displaystyle M_{01}} | {\displaystyle M_{11}} |

假设两个对象A与B分别有n个二值属性，则SMC的定义为：
{\displaystyle {\begin{aligned}{\text{SMC}}&={\frac {\text{匹 配 属 性 数 量}}{\text{属 性 总 数}}}\\[8pt]&={\frac {M_{00}+M_{11}}{M_{00}+M_{01}+M_{10}+M_{11}}}\end{aligned}}}
其中
{\displaystyle M_{11}}表示A与B的数值都为1的属性数量；
{\displaystyle M_{01}}表示A的数值为0、而B的数值为1的属性数量；
{\displaystyle M_{10}}表示A的数值为1、而B的数值为0的属性数量；
{\displaystyle M_{00}}表示A与B的数值都为0的属性数量。
类似地，可以定义简单匹配距离（simple matching distance，缩写）为{\displaystyle 1-{\text{SMC}}}，用于量度样本集合间的不相似度。
SMC与汉明相似度间呈线性关系：{\displaystyle SMC=(Hamann+1)/2}。而其与欧基里得距离间的关系为{\displaystyle SMC=1-D^{2}/n}，其中n为属性总数。SMC与雅卡尔指数也很相似，区别在于在雅卡尔指数的定义中分子与分母都没有{\displaystyle M_{00}}项。